# Tokyo Highway Challenge
Tokyo Highway Challenge (首都高バトル?, Shutokō Battle) è un videogioco sviluppato da Genki e pubblicato nel 1999 da Crave Entertainment per Dreamcast. Pubblicato in America settentrionale come Tokyo Xtreme Racer, il simulatore di corse è stato uno dei titoli di lancio della console.
Nel 2000 il gioco ha ricevuto un seguito, Tokyo Highway Challenge 2 (Tokyo Xtreme Racer 2 in Nord America) e nel 2005 è stato pubblicato un remake per PlayStation Portable, distribuito in Occidente da Konami con il titolo Street Supremacy.